# Anna Amalie Blomeyer
Anna Amalie Blomeyer (* 12. August 1986 in Fürth) ist eine deutsche Schauspielerin, Synchronsprecherin sowie Hörbuch- und Hörspielsprecherin.

## Werdegang
Anna Amalie Blomeyer war von 2001 bis 2006 im Jugendclub des Theater Regensburgs aktiv. Im März 2008 nahm sie Unterricht bei Johannes Hitzblech in der „actorfactory“ in Berlin. Blomeyer absolvierte ihr Schauspielstudium von 2006 bis 2009 an der Schauspielschule Charlottenburg, an welcher sie bis zu ihrem Abschluss regelmäßig als Theaterdarstellerin in Erscheinung trat. Sie spielte unter anderem in Dona Rostia bleibt ledig (2007), Kabale und Liebe (2008) und Mädchen in Uniform (2009). In den Kurzfilmen Der schwerelose Aufprall einer Honigmelone (2009), Work Suspended (2010) und Berlin Gambling (2011) hatte sie jeweils die weibliche Hauptrolle inne. In dem 2013 erschienenen Kinofilm Ich und Kaminski verkörperte Blomeyer eine Nebenrolle und in Oskar Roehlers Tod den Hippies, es lebe der Punk (2014) spielte sie die Rolle der Roswitha.
Neben ihren Engagements für Theater, Film und Fernsehen ist Blomeyer auch als Synchronsprecherin tätig. In der indischen Komödie Man lebt nur einmal sprach sie Kalki Koechlin als Natasha Arora, in Big Time Rush Elizabeth Gillies als Heather Fox, in Smash synchronisierte sie Erin Holmes als Melissa und in Private Practice Megan Henning als Lauren Woods. Seit 2010 leiht sie Heather Morris als Brittany Pierce in Glee ihre Stimme. 2012 sprach sie Voice-over für die deutsche Fassung des MTV-Hits Jersey Shore und 2013 synchronisierte Blomeyer Emily Davenport als Patty in Masters of Sex und die Schülerin Yoshika in Psycho-Pass. In Tokyo Ghoul spricht sie Kaya Irimi.

## Filmografie (Auswahl)

### Kino/Kurzfilm
- 2012: Los Puentes de Berlin (Regie: Bodo Gierga)
- 2013: Lysets Vanvidd (Regie: Pål Øie)
- 2015: Ich und Kaminski (Regie: Wolfgang Becker)
- 2016: Tod den Hippies, es lebe der Punk (Regie: Oskar Roehler)
- 2019: Electric Girl (Regie: Ziska Riemann)
- 2022: Ernesto’s Island
- 2023: Freud – Jenseits des Glaubens (Freud’s Last Session)[3]

### Fernsehen
- 2015: 23 Morde
- 2016: Chaos-Queens: Die Braut sagt leider nein
- 2017: Die Kanzlei
- 2022: SOKO Hamburg – Schlagzeile Mord
- 2022: Der Usedom-Krimi: Am Ende einer Reise (Fernsehreihe)
- 2024: Das Küstenrevier

## Hörspiele & Hörbücher (Auswahl)
- 2017: Julian (Waringham Saga 3), (Rolle: Mabilia), Audible, Hörspielstudio X-Berg
- 2018: Der Augensammler, (Rolle: Moni), Audible, Hörspielstudio X-Berg
- 2019: Die Fuchsbande, (Rolle: Frau Bonbon), EUROPA, Hörspielstudio X-Berg
- 2019: Drage (Podcast, 6 Folgen), Argon.Lab, (Rolle: Chronistin), Hörspielstudio X-Berg
- 2021: Die andere Hälfte der Welt von Christina Sweeney-Baird, der Hörverlag, (Rolle: Irina), Live Live Tonstudio
- 2022: Abendrot von Lucy Foley, der Hörverlag, (Rolle: Jess), Live Live Tonstudio
- 2023: Lynn Painter: Mr. Wrong Number, Random House Audio, ISBN 978-3-8445-4885-3 (Hörbuch-Download, mit Julian Mehne)
- 2023: Ali Hazelwood: Check & Mate – Zug um Zug zur Liebe, Random House Audio, ISBN 978-3-8445-4885-3 (Hörbuch-Download)
- 2024: Julia Hausburg: Dark Elite – Regrets, Random House Audio, ISBN 978-3-8371-6611-8 (Hörbuch-Download, mit Nicolás Artajo)
- 2025: Catherine Durand: Die tausend Farben von Paris, Random House Audio, ISBN 978-3-7599-0052-4 (Hörbuch-Download)

## Synchronrollen (Auswahl)

### Filme
- 2010: Drei Meter über dem Himmel (Tres metros sobre el cielo) für Andrea Duro als Mara
- 2012: Man lebt nur einmal – Zindagi Na Milegi Dobara für Kalki Koechlin als Natasha Arora
- 2015: Frank für Lauren Poole als Alice
- 2017: Band Aid für Angelique Cabral als Lauren
- 2017: King Arthur: Legend of the Sword für Jacqui Ainsley als Lady of the Lake
- 2017: Das Leuchten der Erinnerung (The Leisure Seeker) für Gabriella Cila als Chantal
- 2018: Alex Strangelove für Isabella Amara als Gretchen
- 2018: The Favourite – Intrigen und Irrsinn (The Favourite) für Lilly-Rose Stevens als Sally
- 2019: Willkommen in Marwen (Welcome to Marwen) für Siobhan Williams als Elsa
- 2019: The Last Summer für Valerie Jane Parker als Claire
- 2022: Drifting Home für Asami Seto als Natsume Tonai

### Serien
- 2010–2013: Glee für Heather Morris als Brittany Pierce
- 2012–2013: Smash (für verschiedene Darstellerinnen)
- 2013: Camp für Carmel Rose als Zoe
- 2014–2015: Modern Family (Folgen 6x17 und 6x24) für Laura Ashley Samuels als Beth
- 2015–2016: Scream Queens (Folgen 1x01–1x08) für Breezy Eslin als Jennifer
- 2016: Salem (Staffel 3) für Ashlyn Pearce als Alice
- 2016: Yu-Gi-Oh! ARC-V (Yū-Gi-Ō Āku Faibu, Folgen 57–60) als Terron
- 2017: The Royals (Folgen 3x03 und 3x07) für Scarlett Archer als Dame Sinnamon
- Seit 2017: Jessica Erin Martin in S.W.A.T. als Felicia (1 Folge)
- 2018: Damnation (Folgen 1x07–1x09) für Hannah Masi als Cynthia Rainey
- 2018–2019: Knight Squad für Lexi DiBenedetto als Prudence
- 2019: Virgin River für Nicolette Pearse als Maxine
- 2019: Neon Genesis Evangelion in der 2. Synchro für Netflix für Kotono Mitsuishi als Misato Katsuragi
- seit 2018: Mysterious Mermaids für Tammy Gillis als Deputy Marissa Staub
- seit 2019: Coroner – Fachgebiet Mord (Coroner) für Brenna Coates als Lucy Lovell
- 2020: Süße Magnolien (Sweet Magnolias) für Anneliese Judge als Annie Sullivan
- 2022: Navy CIS für Danielle Larracuente als Maria González
- 2022: Das Mädchen im Schnee für Milena Smit als Miren Rojo
- 2022:  Vikings: Valhalla für Lujza Richter als Liv
- 2023: Navy CIS: Hawaiʻi für Enisha Brewster als Tracy Meadows